# Virginia García del Pino
Virginia García del Pino (Barcelona, 1966) és una directora i editora de cinema espanyola. Per les seves obres va rebre diversos premis i es van exhibir en diferents festivals de cinema i museus d'art.

## Trajectòria
Va estudiar Belles arts llicenciant-se en l'especialitat.
Es va dedicar com a cineasta als documentals, participant amb les seves pel·lícules en Festivals de cinema i centres d'art contemporani. I també les seves creacions van ser premiades: El curt Lo que tú dices que soy va ser reconegut amb diversos premis en 2008 i la pel·lícula documental Basilio Martín Patino. La décima carta va tenir una nominació als XXI Premis Cinematogràfics José María Forqué.
Va participar del jurat dels festivals de cinema de Mar del Plata, Sevilla, In-Edit i l'Alternativa.

## Filmografia
Directora:
- La estafa del amor (2023)
- Las niñas siempre dicen la verdad (curt, 2021)
- Improvisaciones de una ardilla (curt, 2017)
- Basilio Martín Patino. La 10a carta (2014)
- El jurado (2012)
- Sí señora (migmetratge, 2012)
- Espacio simétrico (curt, 2010)
- Mi hermana y yo (curt, 2009)
- Lo que tú dices que soy (curt, 2007)
- Hágase tu voluntad (curt, 2004)
- Duo (curt, 2003)
- Pare de sufrir (curt, 2002)